# 책하고 놀자
《김선재의 책하고 놀자》는 SBS 러브FM에서 매주 일요일 아침 6시 5분부터 아침 7시까지 방송되는 라디오 독서 프로그램이다.

## 진행자
- 김선재 아나운서 (여)

## 역사
1999년 1월 1일에 첫방송되어, 2004년 5월 2일에 잠정적으로 폐지되었다가, 2005년 5월 8일 이후 1년 만에 다시 부활되어 현재까지 방송되고 있다. 2025년 4월 13일부터 재방송이 추가되었다가, 2025년 7월 13일부터 다시 본방송으로 확대되었고, 이후 3개월 만에 중단되고 드라이브 뮤직 오후 방송 시간대 확대로 대체되었다.

## 역대 방송시간
| 방송 채널  | 방송 기간                         | 방송 시간                                                                             |
| ---------- | --------------------------------- | ------------------------------------------------------------------------------------- |
| SBS 러브FM | 1999년 1월 1일 ~ 2000년 4월 29일  | 월~토요일 오후 4:05 ~ 저녁 5:00                                                       |
| SBS 러브FM | 2000년 5월 1일 ~ 2001년 4월 1일   | 매일 오후 4:05 ~ 저녁 5:00                                                            |
| SBS 러브FM | 2001년 4월 2일 ~ 2001년 9월 1일   | 월~토요일 오전 11:05 ~ 낮 12:00                                                       |
| SBS 러브FM | 2001년 9월 3일 ~ 2002년 11월 2일  | 매일 오전 11:05 ~ 낮 12:00                                                            |
| SBS 러브FM | 2002년 11월 9일 ~ 2003년 4월 6일  | 매주 일요일 아침 6:05 ~ 아침 7:00                                                     |
| SBS 러브FM | 2003년 10월 19일 ~ 2004년 5월 2일 | 매주 일요일 아침 6:05 ~ 아침 7:00                                                     |
| SBS 러브FM | 2005년 5월 8일 ~ 2009년 3월 1일   | 매주 일요일 아침 6:05 ~ 아침 7:00                                                     |
| SBS 러브FM | 2003년 4월 7일 ~ 2003년 10월 11일 | 월~토요일 아침 6:05 ~ 아침 6:30                                                       |
| SBS 러브FM | 2009년 3월 2일 ~ 2010년 10월 31일 | 매일 아침 5:40 ~ 아침 6:00                                                            |
| SBS 러브FM | 2010년 11월 7일 ~ 2011년 4월 3일  | 매주 일요일 아침 8:05 ~ 아침 9:00                                                     |
| SBS 러브FM | 2011년 4월 10일 ~ 2016년 3월 27일 | 매주 일요일 아침 6:05 ~ 아침 7:00                                                     |
| SBS 러브FM | 2017년 9월 3일 ~ 2019년 6월 2일   | 매주 일요일 아침 6:05 ~ 아침 7:00                                                     |
| SBS 러브FM | 2016년 4월 3일 ~ 2017년 8월 27일  | 매주 일요일 아침 6:05 ~ 아침 8:00                                                     |
| SBS 러브FM | 2019년 6월 9일 ~ 2025년 4월 6일   | 매주 일요일 아침 6:05 ~ 아침 7:00                                                     |
| SBS 러브FM | 2025년 7월 13일 ~ 현재            | 매주 일요일 아침 6:05 ~ 아침 7:00                                                     |
| SBS 러브FM | 2025년 4월 13일 ~ 2025년 7월 6일  | 매주 일요일 아침 6:05 ~ 아침 7:00 (본방송) 매주 일요일 저녁 5:05 ~ 저녁 6:00 (재방송) |

## 역대 진행자
- 김갑수
- 김영하
- 한수진
- 유자효  ~ 2009년 3월 1일
- 김소원 2009년 3월 2일 ~ 5월 17일
- 최영아 2009년 5월 18일 ~ 2012년 7월 29일, 2014년 9월 21일 ~ 2021년 2월 28일
- 최혜림 2012년 8월 5일 ~ 2014년 9월 14일
- 김선재 2021년 3월 7일 ~ 현재